# Margaretamys
Genre
Margaretamys est un genre de rongeurs de la sous-famille des Murinés.

## Liste des espèces
Ce genre comprend les espèces suivantes :
- Margaretamys beccarii (Jentink, 1880).
- Margaretamys elegans Musser, 1981.
- Margaretamys parvus Musser, 1981.